# 吉田一彦 (歴史学者)
吉田 一彦（よしだ かずひこ、1955年 - ）は、日本の日本史・仏教史学者、名古屋市立大学教授。

## 来歴
東京都生まれ。1979年上智大学文学部史学科卒、1986年同大学院文学研究科博士課程中退。学部・大学院では彌永貞三に師事、六国史や『令集解』を学ぶ。（「日本古代社会と仏教」あとがき）
名古屋市立女子短期大学助教授、名古屋市立大学人間文化研究科教授。2001年「日本古代社会と仏教」で大阪大学文学博士。
通説（井上光貞他）として受け入れられている、国家仏教から貴族仏教、貴族仏教から民衆仏教への展開という図式や国家仏教という概念規定を批判し、「国家の仏教」の他に多様な仏教が同時に存在した、と説く（『日本古代社会と仏教』第1章25頁）。

## 著書
- 『日本古代社会と仏教』吉川弘文館、1995年。
- 『古代仏教をよみなおす』吉川弘文館、2006年。
- 『民衆の古代史 『日本霊異記』に見るもう一つの古代』風媒社、2006年。
- 『仏教伝来の研究』吉川弘文館、2012年。
- 『『日本書紀』の呪縛』シリーズ〈本と日本史〉1、集英社新書、2016年。
- 『神仏融合史の研究』名古屋大学出版会、2024年。

### 共編著
- 『日本史の中の女性と仏教』光華女子大学・光華女子短期大学真宗文化研究所 編、勝浦令子・西口順子 共著、法藏館、1999年。
- 『変貌する聖徳太子 日本人は聖徳太子をどのように信仰してきたか』編、平凡社、2011年。
- 『日本思想史の可能性』大隅和雄・大山誠一・増尾伸一郎・長谷川宏 共著、平凡社、2019年。

- 『宗教の融合と分離・衝突』（日本宗教史3）伊藤聡共編、吉川弘文館、2020年。
- 『日本宗教史を問い直す』（日本宗教史1）上島享 共編、吉川弘文館、2020年。
- 『日本宗教史研究の軌跡』（日本宗教史6）佐藤文子 共編、吉川弘文館、2020年。
- 『世界のなかの日本宗教』（日本宗教史2）上島享 共編、吉川弘文館、2021年。
- 『神仏融合の東アジア史』編、名古屋大学出版会、2021年。